# متروی توکیو
متروی توکیو (به ژاپنی: 東京の地下鉄, Tōkyō no chikatetsu)، بخشی از سیستم حمل و نقل سریع یا متروی گسترده‌است که متشکل از شرکت متروی توکیو و متروی توئی در توکیو، سایتاما (شهر)، چیبا (شهر)، منطقه کلان‌شهری توکیو در ژاپن است. در حالی که خود سیستم مترو تا حد زیادی در مرکز شهر قرار دارد، خطوط از طریق خدمات گسترده به خطوط راه‌آهن شهری و حومه به بیرون گسترش می‌یابند.